# Passion et pouvoir
Production
Diffusion
Chronologie
Lo imperdonable El hotel de los secretos
Passion et pouvoir (Pasión y poder) est une telenovela mexicaine diffusée entre le 5 octobre 2015 et le 10 avril 2016 par Televisa. Elle est diffusée sur le réseau Outre-Mer 1re depuis le 18 novembre 2016.
La série est disponible en intégralité sur M6 via la plateforme 6play depuis le 24 septembre 2018.
En décembre 2023, elle est diffusée sur Novelas TV jusqu'au 11 juin 2024.

## Synopsis
Ennemis jurés depuis toujours, Eladio Gómez Luna et Arturo Montenegro Rivas ont passé leur vie à s’affronter en affaires et à se disputer les attentions de la même femme, Julia Vallado, qui décide de faire sa vie avec Arturo, l’homme qu’elle aime. Mais peu avant leur mariage, à l’issue d’une soirée bien arrosée, Arturo a une aventure sans lendemain avec une inconnue qui se retrouve enceinte. Par amertume, Julia épouse Eladio, dont elle n’est pas amoureuse. Avec pour compagne la femme de ses rêves, Eladio ne manquera pas une occasion d’utiliser cette union pour humilier Arturo. Julia pensait pouvoir apprendre à aimer Eladio avec le temps, mais il la viole le soir même de leur nuit de noces, un acte annonciateur d’un comportement abusif qui rendra tout attachement impossible. Quelques mois plus tard, David naît prématurément. Convaincu qu’il est le fils d’Arturo et non le sien, Eladio préfère mettre des distances avec l’enfant, sans prendre la peine de se soumettre à un test de paternité. De son côté, Arturo, devenu veuf au moment de la grossesse de Julia, décide d’épouser Nina Pérez, une femme attirante, mais frivole et ambitieuse, avec qui il a trois enfants : Erick, Daniela et Regina. Par un coup du destin, les chemins d’Eladio et d’Arturo se croisent à nouveau, ravivant ainsi leur rivalité sentimentale. Conscient que son épouse est toujours amoureuse d’Arturo, Eladio refuse catégoriquement de renoncer à elle. De son côté, Nina n’est pas disposée non plus à perdre son mari et encore moins le luxe et le confort matériel qu’il lui apporte. Elle décide d’unir ses forces à celles d’Eladio pour saboter toute relation susceptible de se tisser entre Arturo et Julia. Mais en dépit des manigances de leurs époux respectifs, les deux amoureux deviennent amants. Las de ne pouvoir être ensemble, Julia et Arturo devront venir à bout de ce qui les a séparés pendant tant d’années et aider leurs enfants à ne pas reproduire leurs erreurs, dans l’espoir qu’ils puissent pleinement s’épanouir en amour. En effet, chacun d’eux devra faire un choix et lutter pour connaître… Passion et Pouvoir !

## Distribution
- Jorge Salinas : Don Arturo Montenegro[2]
- Fernando Colunga : Don Eladio Gomez Luna[3]
- Susana González : Julia Gomez Luna [4]
- Marlene Favela : Nina Montenegro
- Michelle Renaud : Regina Pérez Rivas [5]
- Altaír Jarabo : Consuelo Martínez[6]
- José Pablo Minor : David Luna Vallado
- Alejandro Nones[7] : Erick Pérez [7]
- Danilo Carrera[8] Franco Erera [9]
- Fabiola Guajardo : Gabrielita Díaz [9]
- Marco Méndez : Agustín Ornelas
- Jauma Mateu : Miguel Pérez Rivas
- Issabela Camil : Caridad Herrera Fuentes
- Enrique Montaño : Justino
- Gerardo Albarrán : "El Callao"
- Boris Duflos : Francisco
- Luis Bayardo : Humberto Vallado
- Alejandro Aragón : Aldo
- Raquel Olmedo : Gisela Fuentes de Herrera
- Raquel Garza : Petra Sánchez
- Fabian Pizzorno : Peter Ashmore
- Erika Garcia : Maribel
- Irina Baeva : Danielita Pérez Rivas
- Pilar Escalante : Ángeles
- Oscar Medellín : Joshua Solares
- Daniela Friedman : Marintia Hernandez
- Jorge Alberto Bolaños : Mariano Santos
- Victoria Camacho : Montserrat Moret
- German Gutiérrez : Marcos
- Gema Garoa : Clara Álvarez
- Alejandro Aragon : Aldo Echevarria
- Emmanuel Palomares : Johnny
- Maribé Lancioni : Fanny (Amie de Nina)
- Carmen Flores : Simona
- Ignacio Guadalupe : Obdulo Chaires
- Mario Moran : Jorge Pérez

## Diffusion internationale
- Canal de las Estrellas (5 octobre 2015 - 10 avril 2016)
- Univisión (9 novembre 2015 - 2016)
- Univisión PR (9 novembre 2015 - 2016)
- Mega (2016)
- Réseau Outre-Mer première (2016-2017)
- Novelas F Plus (2017)
- RTI 2  (Le 19 novembre 2018-2019)
- Diamants TV (5 octobre 2018 au 6 mai 2019)
- Novelas TV (4 décembre 2023 au 11 juin 2024)

## Autres versions
- Basé sur la novela originale de Marissa Garrido Pasión y poder (1988) e Mundo de fieras (2006).